# Outcast (Album)
Outcast (englisch Ausgestoßener) ist das achte Studioalbum der deutschen Thrash-Metal-Band Kreator. Es erschien im Juni 1997 bei Gun Records. Auf ihm ist der zurückgekehrte Schlagzeuger Jürgen „Ventor“ Reil ebenso zu hören wie der neue Gitarrist Tommy Vetterli (Coroner). Es ist streckenweise deutlich ruhiger gehalten als der Vorgänger und enthält einige Midtempostücke. Neben positiven Beurteilungen rief das Album auch Kritik hervor.

## Entstehung und Musikstil
Nach der Trennung von Gitarrist Frank Blackfire holte Frontmann Mille Petrozza Tommy Vetterli in die Band, den er schon seit Jahren von gemeinsamen Touren mit Coroner kannte. Nach Aussage von Petrozza verlief die Zusammenarbeit mit ihm sehr gut, da er sich mit den Aufnahmen, die er ihm in die Schweiz geschickt hatte, akribisch vorbereitet und seine Gitarrenteile detailliert ausgearbeitet hatte. Mit Blackfire sei zum Schluss keine Zusammenarbeit mehr möglich gewesen, es sei nicht mehr miteinander geredet worden. Neben Vetterli wurde Schlagzeuger Ventor zurückgeholt, der für die Band auch über das Schlagzeugspiel hinaus wichtig war, weil er sich um die Lichtshow und andere visuelle Effekte kümmerte. Das Album wurde dann mit Produzent Vincent Wojno in den Principal Studios im Münsterland aufgenommen. Zwar gab es mit dem Produktionsteam kleinere Probleme, aber Petrozza äußerte sich zufrieden über die Aufnahmen. Man habe oft die 72 verfügbaren Spuren ausgeschöpft und teilweise sechs oder sieben Gitarrenspuren übereinandergelegt.
Zur langsameren, etwas experimentelleren Ausrichtung des Albums sagte Petrozza:

„Diesmal haben wir versucht, 'ne Verbindung zu schaffen zwischen dem alten Material und progressiveren Sachen, vielleicht auch eine etwas zeitgemäßere Richtung einzuschlagen. Zugegeben, bei Renewal war der Stilwechsel sehr, sehr kraß. Aber es ist doch so: Du kannst bei gedrosseltem Tempo viel mehr experimentieren und eine ganz andere Dynamik innerhalb der Songs entwickeln, als wenn du die ganze Zeit schnell spielst.“

## Rezeption
Zum Erscheinen des Albums im Sommer 1997 äußerte sich der Vorsitzende des Kreator-Fanclubs sehr kritisch über das Album und nannte es in einem Metalmagazin zur Verärgerung Petrozzas das „schlechteste der gesamten Bandgeschichte“. Petrozza sagte, dieser habe nur einen rauen Vorabmix gehört. Obwohl es bei den Kritikern ebenfalls skeptische Stimmen gab – Eduardo Rivadavia von Allmusic etwa bezeichnete Outcast als „weder bahnbrechend“ „noch aufregend“ und vergab zweieinhalb von fünf Sternen – erhielt das Album doch auch etliche positive Rezensionen. Carsten Kleine vom Rock Hard etwa bewertete es mit neun von zehn Punkten und schrieb, Kreator hätten „eines der besten Alben ihrer Karriere eingehämmert, wenn nicht gar das beste.“ Vetterlis „erstklassige Licks“ fanden besondere Erwähnung. Auf der Seite metal-observer.com wird zwar festgestellt, dass Stücke wie das langsame Black Sunrise „kein Thrash mehr“ seien. Insgesamt liege ein „superstarkes, abwechslungsreiches, eingängiges und ungewohnt düsteres Album“ vor. Auch hier wurden neun von zehn Punkten gegeben. Alex Straka von Powermetal.de spricht eine Empfehlung aus und hebt die besondere Stimmung der Platte hervor: „Die Musik auf Outcast scheint regelrecht grau angemalt zu sein, so wenig Licht spiegelt sich in ihr.“ Die „alten Kreator der ersten Stunde“ seien aber nicht zu hören.

## Titelliste
1. Leave This World Behind – 3:31
2. Phobia – 3:22
3. Forever – 2:51
4. Black Sunrise – 4:31
5. Nonconformist – 3:16
6. Enemy Unseen – 3:19
7. Outcast – 4:54
8. Stronger than Before – 3:17
9. Ruin of Life – 3:53
10. Whatever It May Take – 3:47
11. Alive Again – 3:47
12. Against the Rest – 2:38
13. A Better Tomorrow – 4:12
14. As We Watch the West (Japan-Bonusstück)

Alle Songs wurden von Mille Petrozza und Kreator geschrieben.

## Chartplatzierungen
| ChartsChartplatzierungen | Höchstplatzierung | Wochen |
| ------------------------ | ----------------- | ------ |
| Deutschland (GfK)        | 91 (1 Wo.)        | 1      |